# Українсько-мальтійські відносини
Українсько-мальтійські відносини – міжнародні двосторонні відносини між Україною та Мальтою. Мальтійське посольство в Москві (Росія) також уповноважене для здійснення дипломатичних відносин з Україною. Україна представлена на Мальті через посольство в Римі (Італія).

## Відносини
В липні 2008 президент Мальти Едвард Фенек Адамі і український президент Віктор Ющенко зустрілися і прийняли спільну домовленість про розвиток відносин між двома країнами. Вони також обговорили перспективи торгівлі та лібералізації візового режиму. Мальта готова підтримати Україну в її зусиллях до політичної та економічної реформи відповідно до стандартів Європейського Союзу. В липні 2008 року президент Мальти поділився досвідом щодо процесу вступу до ЄС: необхідність реструктуризації відповідно до стандартів ЄС.

## Угоди
В червні 2008 року президенти обох країн підписали дві угоди про співпрацю в боротьбі з організованою злочинністю і у сфері туризму. Дві країни мають також угоду щодо освіти і культури